# Resolution 153 des UN-Sicherheitsrates
Die Resolution 153 des UN-Sicherheitsrates ist eine Resolution, die der Sicherheitsrat der Vereinten Nationen in der 891. Sitzung am  23. August 1960 einstimmig beschloss. Sie beschäftigte sich mit der Aufnahme von Gabun als neues Mitglied in die Vereinten Nationen.

## Hintergrund
Am 28. September 1958 löste Frankreich die Kolonie Französisch-Äquatorialafrika auf, 1959 wurde Gabun „autonome Republik“ im Schoße Frankreichs, mit Léon M’ba als Regierungschef und Paul Gondjout als Präsidenten des Parlaments. Obwohl M’ba ausdrücklich vor verfrühter Unabhängigkeit warnte, die ihm aufgrund der Unterentwicklung Gabuns unweigerlich in „eine Art Neokolonialismus“ zu führen schien, war der Zug zur Entkolonialisierung nicht mehr aufzuhalten. Gabun erklärte am 17. August 1960 seine Unabhängigkeit.

## Inhalt
Der Sicherheitsrat gab bekannt, dass er die Aufnahme von Gabun als neues Mitglied der Vereinten Nationen geprüft hat und empfahl der UN-Generalversammlung einer Aufnahme zuzustimmen.

## Beitritt
Gabun trat den Vereinten Nationen am 20. September 1960 bei.